# Francisco Javier Zelada y Rodríguez
Francisco Javier [de] Zelada y Rodríguez (Roma, 27 de agosto de 1717 – Roma, 19 de diciembre de 1801), en italiano también como Francesco Saverio o Xavierio de Zelada, fue un cardenal de la Iglesia católica, nacido de una familia española, que sirvió en la curia papal y en el servicio diplomático de la Santa Sede.
Fue educado en la Universidad de La Sapienza, obteniendo títulos tanto en derecho canónico como civil. Fue ordenado sacerdote el 23 de octubre de 1740. Zelada fue nombrado arzobispo titular de Petra el 23 de diciembre de 1766 y cardenal sacerdote en el consistorio de 19 de abril de 1773. Nombrado por escrito papal del Papa Clemente XIV, fue el principal negociador de la Santa Sede y redactor del breve Dominus ac Redemptor del 8 de junio de 1773, que suprimió la Compañía de Jesús. El 2 de octubre, el Diario di Roma informó que le habían entregado un grupo de Meissen que representaba la muerte de San Francisco Javier, confiscado a los jesuitas.
Ya camarlengo del Sagrado Colegio Cardenalicio (1783-1784), su carrera culminó con su nombramiento por el Papa Pío VI como Cardenal Secretario de Estado, 1789-1796, cargo en el que se le encomendó difíciles negociaciones con el Estado revolucionario francés, que incluyó la paz en 1793. Con la ocupación francesa de Roma, el cardenal Zelada se retiró a la Toscana. Tras la muerte de Pío, Zelada participó en el cónclave papal de 1800 que eligió al Papa Pío VII.
Bibliotecario de la Sagrada Iglesia Romana desde el 15 de diciembre de 1779 hasta su muerte, el cardenal Zelada no fue conocido por su fervor religioso. Más bien fue un gran coleccionista de libros, de monedas y medallas y otras obras de arte, y de máquinas científicas. Hizo instalar un telescopio en su casa cerca de Il Gesù y lo transfirió a su residencia como Cardenal Bibliotecario. Instaló un observatorio en el Collegio Romano. Después de su muerte, sus libros impresos fueron a la Biblioteca del Vaticano, mientras que sus manuscritos, ya enviados a España para su custodia, fueron a la biblioteca capitular de Toledo. Su colección de modelos anatómicos la legó al Ospedale di Santo Spirito. 
Está enterrado en la iglesia de San Martino ai Monti, en Roma. 